# Romania
Mit Romania wurden in der Spätantike das Römische Reich und der römisch-lateinische Kulturkreis bezeichnet (Orosius, 5. Jh.)
Das Oströmische Reich („Byzanz“) bezeichnete sich in der Folge selbst als Romania (mittellateinisch; mittelgriechisch Ρωμανία); die Bürger des Kaiserreichs nannten sich Ρωμαίοι (Rhomaioi) und nicht Byzantiner, der Kaiser trug spätestens ab dem 9. Jahrhundert den Titel Βασιλεύς (των) Ρωμαίων (Basileus (ton) Rhomaion, Herrscher der Römer).
Diese Selbstbezeichnung wurde nach dem Untergang des Lateinischen Kaiserreichs auch für die Teile der Balkanhalbinsel benutzt, die weiterhin westlicher Herrschaft unterstanden:
- Während der venezianischen Herrschaft in Morea trug der östliche Teil des Peloponnes den Namen Romania; das Gebiet umfasste die Distrikte Nauplia, Argos, Korinth, Tripolizza und Tsakonia mit Nauplia als Hauptstadt.[1]
- Die Könige von Neapel nannten Teile ihres Besitzes (oder Besitzanspruchs) östlich der Adria Romania, einige Mitglieder der Herrscherfamilie aus dem Haus Anjou trugen den Titel eines Despoten von Romania (z. B. Philipp I. von Tarent ab 1306), womit Epirus, Ätolien, Akarnanien und die Vlachia – das Siedlungsgebiet der Vlachen (Aromani) vor allem in Mittelgriechenland mit dem Hauptort Metsovo – gemeint waren.

Heute wird der Begriff in der Linguistik benutzt, um die Gebiete Europas zu bezeichnen, in denen sich die romanischen Sprachen aus der lateinischen Sprache entwickelt haben; siehe Romania (Linguistik).
Schließlich ist „România“ der Eigenname Rumäniens.